# Burbach
Burbach je občina v departmaju Bas-Rhin francoske regije Alzacija.
Leta 2009 je v občini živelo 322 oseb oz. 51 oseb/km².